# Кандидат технічних наук
Кандидат технічних наук — науковий ступінь у галузі технічних наук.
В Україні існує два наукових ступені: «кандидат наук» та «доктор наук» (вищий науковий ступінь). Науковий ступінь «кандидат наук» присуджується на підставі захисту кандидатської дисертації, яка містить нові науково обґрунтовані результати проведених здобувачем досліджень, розв'язують конкретне наукове завдання, що має істотне значення для відповідної галузі науки.

## Порядок присудження наукового ступеня
Порядок присудження наукового ступеня «кандидат наук» визначено Постановою Кабінету Міністрів України.
Науковий ступінь кандидата наук присуджується спеціалізованою вченою радою на підставі прилюдного захисту дисертації і затверджується Міністерством освіти і науки України з урахуванням висновку відповідної експертної ради.
Кандидатська дисертація подається до захисту лише за однією науковою спеціальністю. Може бути подана до захисту у вигляді опублікованої одноосібної (без співавторів) монографії.
Кандидатська дисертації супроводжуються окремим авторефератом обсягом 0,7-0,9 авторського аркуша, які подаються державною мовою. Вимоги до оформлення автореферату встановлює Міністерство освіти і науки України.
Здобувач наукового ступеня кандидата наук допускається до захисту дисертації після складення кандидатських іспитів, перелік яких визначає МОН.
Захист дисертації відбувається на відкритому засіданні спеціалізованої вченої ради, що складається з докторів (кандидатів) наук, яким Міністерством освіти і науки України надано право розглядати дисертації з певної спеціальності. Для розгляду кандидатської дисертації призначаються два офіційних опоненти, з яких один — доктор наук, а другий — доктор або кандидат наук.
За результатами захисту дисертації спеціалізована вчена рада проводить таємне голосування щодо присудження наукового ступеня.
Рішення спеціалізованої вченої ради про присудження наукового ступеня кандидата наук набирає чинності з дати видання наказу МОН про затвердження рішення спеціалізованої вченої ради та видачу відповідного диплома на підставі рішення атестаційної колегії.
Кандидатський ступінь є достатнім, щоб у вищих навчальних закладах зайняти посаду доцента, у наукових установах — посаду старшого наукового співробітника.
В Україні й країнах СНД кандидатський ступінь приблизно еквівалентний науковому ступеню Ph.D. (доктор філософії) більшості країн Заходу.

## Спеціальності, за якими присуджується науковий ступінь
У галузі «Прикладна геометрія, інженерна графіка та ергономіка»:
- 05.01.01 — Прикладна геометрія, інженерна графіка
- 05.01.02 — Стандартизація, сертифікація та метрологічне забезпечення
- 05.01.03 — Технічна естетика
- 05.01.04 — Ергономіка

У галузі «Машинознавство»:
- 05.02.01 — Матеріалознавство
- 05.02.02 — Машинознавство
- 05.02.04 — Тертя та зношування в машинах
- 05.02.08 — Технологія машинобудування
- 05.02.09 — Динаміка та міцність машин
- 05.02.10 — Діагностика матеріалів і конструкцій

У галузі «Обробка матеріалів у машинобудуванні»:
- 05.03.01 — Процеси механічної обробки, верстати та інструменти
- 05.03.05 — Процеси та машини обробки тиском
- 05.03.06 — Зварювання та споріднені процеси і технології
- 05.03.07 — Процеси фізико-технічної обробки

У галузі «Галузеве машинобудування»:
- 05.05.01 — Машини і процеси поліграфічного виробництва
- 05.05.02 — Машини для виробництва будівельних матеріалів і конструкцій
- 05.05.03 — Двигуни та енергетичні установки
- 05.05.04 — Машини для земляних, дорожніх і лісотехнічних робіт
- 05.05.05 — Піднімально-транспортні машини
- 05.05.06 — Гірничі машини
- 05.05.08 — Машини для металургійного виробництва
- 05.05.10 — Машини легкої промисловості
- 05.05.11 — Машини і засоби механізації сільськогосподарського виробництва
- 05.05.12 — Машини нафтової та газової промисловості
- 05.05.13 — Машини та апарати хімічних виробництв
- 05.05.14 — Холодильна, вакуумна та компресорна техніка, системи кондиціювання
- 05.05.16 — Турбомашини та турбоустановки
- 05.05.17 — Гідравлічні машини та гідропневмоагрегати
- 05.05.18 — Машини та обладнання промислового рибальства

У галузі «Авіаційна та ракетно-космічна техніка»:
- 05.07.01 — Аеродинаміка та газодинаміка літальних апаратів
- 05.07.02 — Проектування, виробництво та випробування літальних апаратів
- 05.07.06 — Наземні комплекси, стартове обладнання
- 05.07.12 — Дистанційні аерокосмічні дослідження
- 05.07.14 — Авіаційно-космічні тренажери

У галузі «Кораблебудування»:
- 05.08.01 — Теорія корабля
- 05.08.03 — Конструювання та будування суден

У галузі «Електротехніка»:
- 05.09.01 — Електричні машини й апарати
- 05.09.03 — Електротехнічні комплекси та системи
- 05.09.05 — Теоретична електротехніка
- 05.09.07 — Світлотехніка та джерела світла
- 05.09.08 — Прикладна акустика та звукотехніка
- 05.09.12 — Напівпровідникові перетворювачі електроенергії
- 05.09.13 — Техніка сильних електричних та магнітних полів

У галузі «Прилади»:
- 05.11.01 — Прилади та методи вимірювання механічних величин
- 05.11.03 — Гіроскопи та навігаційні системи
- 05.11.04 — Прилади та методи вимірювання теплових величин
- 05.11.05 — Прилади та методи вимірювання електричних та магнітних величин
- 05.11.07 — Оптичні прилади та системи
- 05.11.08 — Радіовимірювальні прилади
- 05.11.13 — Прилади і методи контролю та визначення складу речовин
- 05.11.17 — Біологічні та медичні прилади і системи

У галузі «Радіотехніка та телекомунікації»:
- 05.12.02 — Телекомунікаційні системи та мережі
- 05.12.07 — Антени та пристрої мікрохвильової техніки
- 05.12.13 — Радіотехнічні пристрої та засоби телекомунікацій
- 05.12.17 — Радіотехнічні та телевізійні системи
- 05.12.20 — Оптоелектронні системи

У галузі «Інформатика, обчислювальна техніка та автоматизація»:
- 05.13.03 — Системи та процеси керування
- 05.13.05 — Комп'ютерні системи та компоненти
- 05.13.06 — Інформаційні технології
- 05.13.07 — Автоматизація процесів керування
- 05.13.09 — Медична та біологічна інформатика і кібернетика
- 05.13.12 — Системи автоматизації проектувальних робіт
- 05.13.21 — Системи захисту інформації
- 05.13.22 — Управління проектами і програмами
- 05.13.23 — Системи та засоби штучного інтелекту

У галузі «Енергетика»:
- 05.14.01 — Енергетичні системи та комплекси
- 05.14.02 — Електричні станції, мережі і системи
- 05.14.06 — Технічна теплофізика та промислова теплоенергетика
- 05.14.08 — Перетворювання відновлюваних видів енергії
- 05.14.14 — Теплові та ядерні енергоустановки

У галузі «Розробка корисних копалин»:
- 05.15.01 — Маркшейдерія
- 05.15.02 — Підземна розробка родовищ корисних копалин
- 05.15.03 — Відкрита розробка родовищ корисних копалин
- 05.15.04 — Шахтне та підземне будівництво
- 05.15.06 — Розробка нафтових та газових родовищ
- 05.15.08 — Збагачення корисних копалин
- 05.15.09 — Геотехнічна і гірнича механіка
- 05.15.10 — Буріння свердловин
- 05.15.12 — Розробка морських родовищ корисних копалин
- 05.15.13 — Трубопровідний транспорт, нафтогазосховища

У галузі «Металургія»:
- 05.16.01 — Металознавство та термічна обробка металів
- 05.16.02 — Металургія чорних і кольорових металів та спеціальних сплавів
- 05.16.04 — Ливарне виробництво
- 05.16.06 — Порошкова металургія та композиційні матеріали

У галузі «Хімічні технології»:
- 05.17.01 — Технологія неорганічних речовин
- 05.17.03 — Технічна електрохімія
- 05.17.04 — Технологія продуктів органічного синтезу
- 05.17.06 — Технологія полімерних і композиційних матеріалів
- 05.17.07 — Хімічна технологія палива і паливно-мастильних матеріалів
- 05.17.08 — Процеси та обладнання хімічної технології
- 05.17.11 — Технологія тугоплавких неметалічних матеріалів
- 05.17.14 — Хімічний опір матеріалів та захист від корозії
- 05.17.15 — Технологія хімічних волокон
- 05.17.18 — Мембрани та мембранна технологія
- 05.17.21 — Технологія водоочищення

У галузі «Технологія харчової та легкої промисловості»:
- 05.18.01 — Технологія хлібопекарських продуктів, кондитерських виробів та харчових концентратів
- 05.18.02 — Технологія зернових, бобових, круп'яних продуктів і комбікормів, олійних і луб'яних культур
- 05.18.04 — Технологія м'ясних, молочних продуктів і продуктів з гідробіонтів
- 05.18.05 — Технологія цукристих речовин та продуктів бродіння
- 05.18.06 — Технологія жирів, ефірних олій і парфумерно-косметичних продуктів
- 05.18.08 — Товарознавство непродовольчих товарів
- 05.18.12 — Процеси та обладнання харчових, мікробіологічних та фармацевтичних виробництв
- 05.18.13 — Технологія консервованих і охолоджених харчових продуктів
- 05.18.15 — Товарознавство харчових продуктів
- 05.18.16 — Технологія харчової продукції
- 05.18.18 — Технологія взуття, шкіряних виробів і хутра
- 05.18.19 — Технологія текстильних матеріалів, швейних і трикотажних виробів

У галузі «Транспорт»:
- 05.22.01 — Транспортні системи
- 05.22.02 — Автомобілі та трактори
- 05.22.06 — Залізнична колія
- 05.22.07 — Рухомий склад залізниць та тяга поїздів
- 05.22.09 — Електротранспорт
- 05.22.11 — Автомобільні шляхи та аеродроми
- 05.22.12 — Промисловий транспорт
- 05.22.13 — Навігація та управління рухом
- 05.22.20 — Експлуатація та ремонт засобів транспорту

У галузі «Будівництво»:
- 05.23.01 — Будівельні конструкції, будівлі та споруди
- 05.23.02 — Основи і фундаменти
- 05.23.03 — Вентиляція, освітлення та теплогазопостачання
- 05.23.04 — Водопостачання, каналізація
- 05.23.05 — Будівельні матеріали та вироби
- 05.23.06 — Технологія деревообробки, виготовлення меблів та виробів з деревини
- 05.23.08 — Технологія та організація промислового та цивільного будівництва
- 05.23.16 — Гідравліка та інженерна гідрологія
- 05.23.17 — Будівельна механіка
- 05.23.20 — Містобудування та територіальне планування

У галузі «Геодезія»:
- 05.24.01 — Геодезія, фотограмметрія та картографія
- 05.24.04 — Кадастр та моніторинг земель

У галузі «Безпека життєдіяльності»:
- 05.26.01 — Охорона праці

У галузі «Електроніка»:
- 05.27.01 — Твердотільна електроніка
- 05.27.02 — Вакуумна, плазмова та квантова електроніка
- 05.27.06 — Технологія, обладнання та виробництво електронної техніки